# Eurysthenes van Sparta
Eurysthenes (Oudgrieks: Εὐρυσθένης), de zoon van Aristodemus en Argeia, de dochter van Autesion, was een koning van Sparta, de eerste van de Agiaden. Sparta kende een twee koningshuizen, die samen heersten, maar niemand wist eigenlijk nog hoe die historisch ontstaan was. Daarom verzonnen ze een legende over Eurysthenes, en zijn tweelingbroer Procles.

## Legende
Volgens de legende waren de Heracleiden volop bezig met de voorbereidingen voor het veroveren van de Peloponnesos, toen een van hen, Aristodemus, doodgebliksemd werd. Omdat diens zonen Eurysthenes en Procles te jong waren, was het Thera, de broer van hun moeder, die regent en voogd was. Na de verovering van de Peloponnesos, werd het veroverde gebied verdeeld: De tweelingbroers kregen Laconië, Temenos kreeg Argos en Cresphontes kreeg Messenië.
De broers hadden nu wel een land, Laconië, maar ze raakten het niet eens wie koning mocht worden. Normaal gezien viel die eer te beurt aan de oudste, maar zelfs hun moeder Argeia wist niet wie de oudste was. Aangezien niemand hun probleem kon oplossen, was er maar één uitweg: het Orakel van Delphi. De Pythia zei dat de tweelingbroers de macht moesten verdelen, maar dat de oudste de machtigste zou worden.
Het probleem bleef echter: een van hun beide moest de oudste zijn. Daarom verzonnen de Spartanen een list: ze zouden de moeder heimelijk bespioneren wanneer ze haar kinderen voedde en waste. Diegene die ze bij het voeden en wassen het meest bevoordeelde, die moest de oudste zijn. De Spartanen bepaalden zo dat Eurysthenes de oudste was.
Het Orakel van Deplhi had bepaald dat ze de macht moesten delen, en dat deden ze ook, zodra ze oud genoeg waren. Eurysthenes echter was de oudste, en dus de machtigste. Daarom zouden de Agiaden, zijn nakomelingen, ook in de toekomst de machtigste dynastie van Sparta zijn. Proklos kon daar niet mee lachen, en de broers werden vijanden. Ook in de latere geschiedenis van Sparta lagen de twee dynastieën, de Agiaden en de Eurypontiden, regelmatig met elkaar overhoop.
Toen ze de macht overnamen, ging hun voogd-regent Thera naar Santorini, waar hij met de hulp van de broers een rijk stichtte. Eurysthenes werd opgevolgd door zijn zoon, Agis I. Volgens Hieronymus regeerde hij 42 jaar.